# یوما (تنسی)
یوما (به انگلیسی: Yuma) یک منطقهٔ مسکونی در ایالات متحده آمریکا است که در شهرستان کرول، تنسی واقع شده‌است. یوما ۱۴۶٫۹۲ متر بالاتر از سطح دریا واقع شده‌است.